# BMW R 1150 GS
BMW R 1150 GS je motocykl kategorie cestovní enduro vyráběný společností BMW mezi lety 1999 a 2004. R 1150 GS byl od podzimu roku 1999, kdy byl zahájen prodej, na mnoha trzích na předních místech přihlašovacích statistik. V roce 2000 získal cenu "Best sport touring bike" časopisu Cycle World Magazine. V období 2001 až 2003 byl nejprodávanějším motocyklem v Německu.

## Technická data

### Motor
Čtyřventilový rozvod OHC s vačkovými hřídeli v hlavách válců je poháněn řetězem. Motor má mazání s mokrou olejovou vanou, elektronické vstřikování paliva a řízení motoru, v prvních letech jednu, od roku 2002 dvě svíčky na válec, řízený katalyzátor a elektrický startér.

### Podvozek
Motor s převodovkou jsou součástí nosné konstrukce, na níž je přišroubován pomocný podsedlový rám. Přední kolo je uloženo systémem Telelever s teleskopickou vidlicí o průměru trubek 35 mm, podélným ramenem a stavitelnou centrální pružicí jednotkou. Zadni kolo je letmo uložené na dvoukloubovém rameni se stavitelnou centrální pružicí a tlumicí jednotkou.

### Rozměry a hmotnosti
- Hmotnost motocyklu (s plnou nádrží): 249 kg
- Celková maximální hmotnost: 460 kg

### Barvy
- Žlutá
- Černá
- Stříbrná
- Šedá
- Modrobílá (výroční)

### Varianty a výbava
Pro BMW R 1150 GS byla výrobcem nabízena řada doplňků. Nejčastěji je vybaven vyhříváním rukojetí, systémem ABS, FID (informační displej zobrazujicí zařazenou rychlost, teplotu oleje a množství paliva), případně sadou kufrů se systémem na jejich upevnění na motocykl.Mezi hlavními rozdíly byly zejména větší nádrž na 30 litrů paliva, vyšší zdvihy pérování, sériově montované ochranné rámy a kratší šestý převodový stupeň.